# Tordylium
Tordylium es un género de plantas perteneciente a la familia de las apiáceas.

## Taxonomía
El género fue descrito por Carlos Linneo y publicado en Species Plantarum 1: 239–240. 1753. La especie tipo es: Torenia asiatica L. 		

## Especies
A continuación se brinda un listado de las especies del género Tordylium aceptadas hasta julio de 2013, ordenadas alfabéticamente. Para cada una se indica el nombre binomial seguido del autor, abreviado según las convenciones y usos.
- Tordylium elegans (Boiss. & Balansa) Alava
- Tordylium maximum L.
- Tordylium officinale L. - comino de Creta[4]